# 尤米爾卡·魯伊斯
魯伊斯（西班牙語：Yumilka Daysi Ruíz Luaces，1978年5月8日—），出生于哈瓦那，古巴女子排球运动员。魯伊斯曾四度代表國家隊參與奧運賽事，更兩度獲得金牌。2008年退休後，魯伊斯獲選為第120屆國際奧林匹克委員會的成員。個人獎項方面，她於2002泛美運動會中獲得最有價值球員、2002年世界排球錦標賽獲得最佳得分球員、2004年世界女排大獎賽獲得最佳扣球手及2005年泛美運動會獲得最佳扣球手。